# ENN Group
ENN Group («Синьао Цзитуань») — китайский частный конгломерат, основные интересы которого сконцентрированы в сфере энергетики, газового хозяйства и туризма. Находится под контролем миллиардера Ван Юйсо и его сына Ван Цзычжэна. 

## История
Компанию основал в 1989 году Ван Юйсо, который изначально занимался поставками природного газа в Ланфане. В 2010 году компания Xin Ao Gas Holdings Limited сменила название на ENN Energy Holdings Limited. В 2016 году ENN Group стала крупнейшим акционером нефтегазовой компании Santos (Австралия). В 2018 году ENN Group запустила завод по газификации угля в Далад-Ци. В 2020 году компания ENN Ecological Holdings сменила название на ENN Natural Gas. 
В 2022 году оборот ENN Group составил 167,6 млрд юаней, а ENN Natural Gas занимала около 10 % китайского газового рынка. По состоянию на 2023 год ENN Group предоставляла услуги 30 млн домашних хозяйств и более 240 тыс. компаний в 21 провинции по всей стране, имела более 70 тыс. км газопроводов, обслуживала более 180 тыс. станций хранения и распределения газа. В 2024 году ENN Energy Holdings заняла 1117-е место в рейтинге Forbes Global 2000.

## Деятельность
ENN Group занимается оптовыми и розничными поставками трубопроводного и сжиженного газа, а также различного газового оборудования (включая котлы, трубы и счётчики); владеет сетями газовых электростанций, газовых заправок, газопроводов, газовых портовых терминалов, станций хранения и распределения природного газа, а также автомобильными и железнодорожными цистернами для перевозки газа; производит газовые турбины; инвестирует в газификацию угля, недвижимость, туризм (включая морские круизы и отели), здравоохранение и культурные проекты. 
Зарубежные активы ENN Group расположены в Австралии, США, Индии, Вьетнаме, Лаосе, Камбодже, Мьянме, Египте, Эфиопии и Нигерии. Научно-исследовательские учреждения группы включают Институт энергетических исследований ENN, Институт науки о жизни и технологиях Ennova, Институт цифровых исследований.  

### Структура
- ENN Natural Gas Co. Ltd. (Ланфан) — импорт СПГ через терминал в Чжоушане, оптовая и розничная торговля природным газом, углём, химической продукцией, лекарствами и энергетическим оборудованием; строительные работы, инвестиции в добычу газа. По состоянию на 2023 год в компании работало 38,3 тыс. сотрудников, продажи составляли 143,84 млрд юаней, операционный доход — 20 млрд юаней, чистая прибыль — 7,09 млрд юаней, активы — 134,57 млрд юаней[10][11][12][13][14].
  - ENN Clean Energy International Investment Limited (Ланфан) — инвестиционные услуги.
- ENN Energy Holdings Limited (Ланфан) — транспортировка и хранение газа; дистрибуция природного, сжиженного и сжатого газа компаниям и бытовым потребителям, строительство газовой инфраструктуры; управление газопроводами, станциями заправки автомобилей и морских судов, поставки потребителям электроэнергии и тепла; цифровые услуги на газовом рынке. По состоянию на 2023 год ENN Energy работала в 259 городах 20-ти регионов Китая; в компании было занято 34,9 тыс. сотрудников, продажи составили 113,85 млрд гонк. долл., чистая прибыль — 6,81 млрд гонк. долл., активы — 103,13 млрд гонк. долл.[15][16][17][18][19][20].
  - ENN LNG Trading Co. Ltd. (Ланфан) — импорт СПГ[21].
  - ENN Energy Trading Co. Ltd. (Ланфан) — поставки природного газа[22].
- ENC Digital Technology Co. Ltd. (Шанхай) — различные бизнес-услуги, включая безопасность объектов, сбор и обработку больших данных, аналитику, облачные вычисления. По состоянию на 2023 год в компании работало 0,4 тыс. сотрудников, продажи составили 945,8 млн юаней, операционная прибыль — 290,2 млн юаней, активы — 5 млрд юаней[23][24][25].
- Tibet Tourism Co. Ltd. (Лхаса) — туристические и рекламные услуги в Тибете, в том числе управление отелями и ресторанами, пассажирские перевозки, продажа билетов в живописные места, издание журналов. По состоянию на 2023 год в компании работало 0,5 тыс. сотрудников, продажи составили 213 млн юаней[26][27][28][29].
- ENN NanoCartons (Ланфан) — производство графеновых и углеродных нанотрубок[30].
- ENN Envirotech Co. Ltd. (Ланфан) — очистка бытовых и промышленных сточных вод, переработка твердых и опасных отходов, экологическое восстановление территорий[31].
- Langfang International Recreation Tourism Port (Ланфан) — туристический комплекс, в состав которого входит Международный центр культурного обмена «Шелковый путь»[32].
- Laikang Technology (Ланфан) — цифровая платформа услуг в области здравоохранения[33].
- ECEJ (Ланфан) — цифровая платформа услуг в области жизнеобеспечения и коммунального хозяйства[34].